# Racing Club de Cannes 2016-2017
Questa voce raccoglie le informazioni riguardanti il Racing Club de Cannes nelle competizioni ufficiali della stagione 2016-2017.

## Organigramma societario
Area direttiva
- Presidente: Agostino Pesce
- Presidente onorario: Anny Courtade
- Segreteria generale: Colette Fradin-Vaudoit

Area organizzativa
- Tesoriere: Nancy Costa

Area tecnica
- Allenatore: Laurent Tillie
- Allenatore in seconda: Mathieu Buravant

Area sanitaria
- Medico: Francis Casali, Olivier Fichez
- Fisoterapista: Fanny-May Santy
- Osteopata: Marc Bozzetto

## Rosa
| N° | Nome              | Ruolo | Data di nascita   | Nazionalità sportiva |
| -- | ----------------- | ----- | ----------------- | -------------------- |
| 1  | Myriam Kloster    | C     | 4 agosto 1989     | Francia              |
| 2  | Ol'ha Savenčuk    | S/O   | 20 maggio 1988    | Ucraina              |
| 3  | Lucille Gicquel   | S/O   | 13 novembre 1997  | Francia              |
| 4  | Mariana de Aquino | C     | 2 maggio 1991     | Brasile              |
| 5  | Taylor Sandbothe  | C     | 15 dicembre 1994  | Stati Uniti          |
| 6  | Déborah Ortschitt | L     | 10 giugno 1987    | Francia              |
| 7  | Sanja Bursać      | S     | 10 gennaio 1990   | Serbia               |
| 8  | Rosir Calderón    | S     | 28 dicembre 1984  | Cuba                 |
| 10 | Vedrana Jakšetić  | P     | 17 settembre 1996 | Croazia              |
| 11 | Tanja Grbić       | P     | 9 luglio 1988     | Serbia               |
| 15 | Sara Hutinski     | C     | 20 giugno 1991    | Slovenia             |
| 16 | Nadija Kodola     | S     | 29 settembre 1988 | Ucraina              |
| 17 | Gergana Dimitrova | S     | 28 febbraio 1996  | Bulgaria             |
| 18 | Kotoki Zayasu     | L     | 11 gennaio 1990   | Giappone             |
| 19 | Romane Ruiz       | L     | 5 gennaio 1997    | Francia              |
| 20 | Carla Boudal      | L     | 14 luglio 1999    | Francia              |